# سبيريت

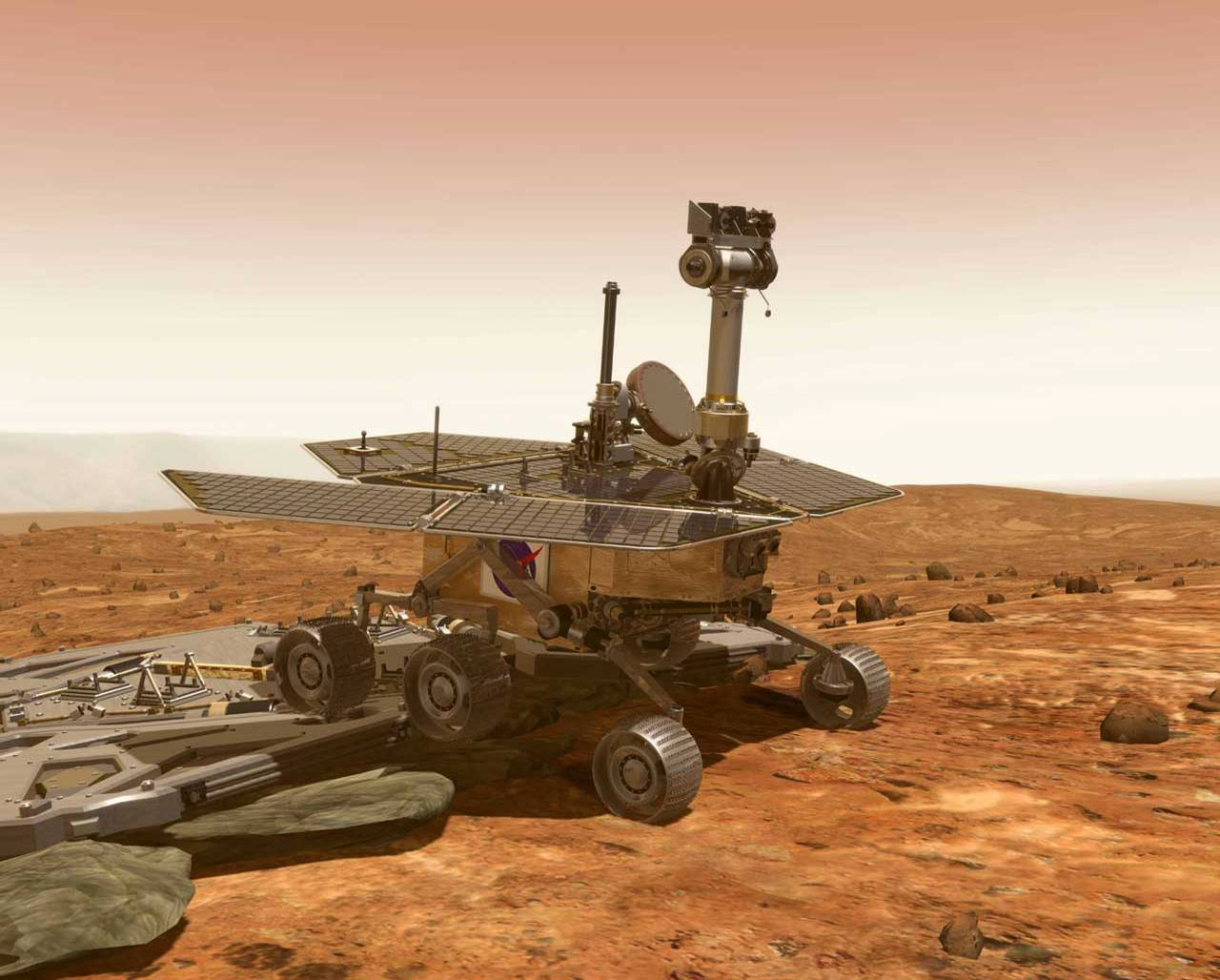
تجارب حركة نموذج للمسبار سبيريت في تضاريس وعرة قبل إرسال المسبار إلى المريخ

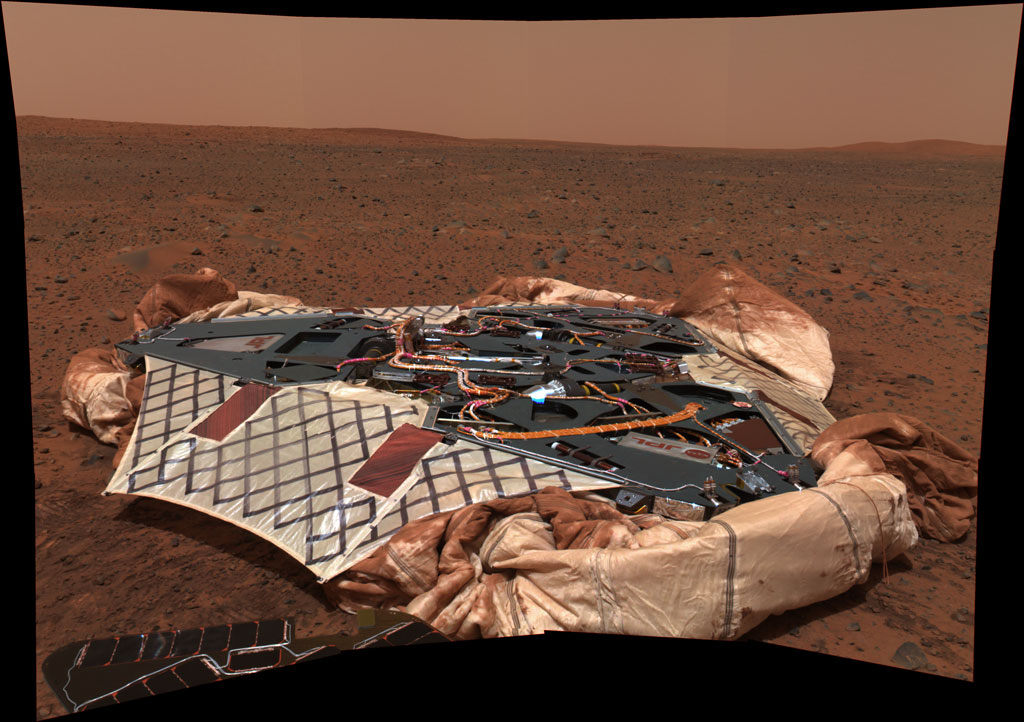
صورة لقطها مسبار سبيريت لوسادة هبوطه بعد وصولهما إلى المريخ 19/18 يناير 2004 (Spirit Sol 16)

سبيريت (Spirit رسمياً: MER-A) بالعربية تعني الروح هي أول مركبة فضائية جوالة ترسل الي كوكب المريخ صممت للبحث عن دلائل على آثار حياة على كوكب المريخ ودراسة أحجاره وتربته. توأمه أبورتيونيتي وصل بعده بثلاتة أسابيع في 24 يناير 2004.
أتم المسبار سبيريت  بعثته خلال التسعين يوم من أيام المريخ (sol) المخطط لها بنجاح، ثم واصل العمل وساعده على ذلك إمكانية التحكم فيه من الأرض ليقوم بتنظيف سطحة من الأتربة مما زاد من طاقته المكتسبة من الألواح الشمسية. وقد مدته طاقة تزيد نحو 20 مرة من الطاقة الأصلية، وتجد في صورة هنا أسفله مسار سبيريت عبر أيام تعدت 1600 من أيام المريخ (تسميها ناسا [سول]). وقد سمح ذلك بالقيام بدراسة موسعة للمريخ وتضاريسه. وقد نشرت نتائج ال 90 يوم الأولى في عدد خاص لمجلة ساينس Science، المجلد رقم 305 العدد 5685، صفحة 737 - 800 في أغسطس 2004.
.
وحدث أن تعثر سبيريت في 1 مايو 2009، في رمال المريخ وأصبح عاطلا عن الحركة. وتحاول ناسا الآن دراسة مشكلته بعناية من أجل تحفيزه على الحركة من جديد. وتستعين ناسا حاليا بنسخة من سبيريت في معاملها على الأرض وتختبر طرق للتحرك يمكن بها مساعدة سبيريت على الخروج من مأزقه ومزاولة جولاته وأخباراته على المريخ ثانيا.

## الرحلة
هبطت بسلام في ساعة متأخرة من ليل السبت/الاحد في 4 يناير 2004، بعد سبعة شهور من التحليق في الفضاء بدأت باختراق السفينة أجواء الكوكب الأحمر. وفي تمام الساعة 09.20 مساء ضجت قاعة المراقبة الأرضية في معمل الدفع النفاث لوكالة ناسا الفضائية في باسادينا بكاليفورنيا بالتصفيق، حين اظهرت إشارات التجارب ان المسبار الأميركي حددت مكان كوكب الأرض في سماء المريخ ووجهت هوائياته صوبها. وتسمح هوائيات سبيريت ببث المعلومات مباشرة إلى الأرض بدلا من طريق الاقمار الصناعية في مدار المريخ، بسرعة 1000 بت في الثانية، ويفترض ان تتجاوز أحد عشر الف بت/الثانية قريبا.

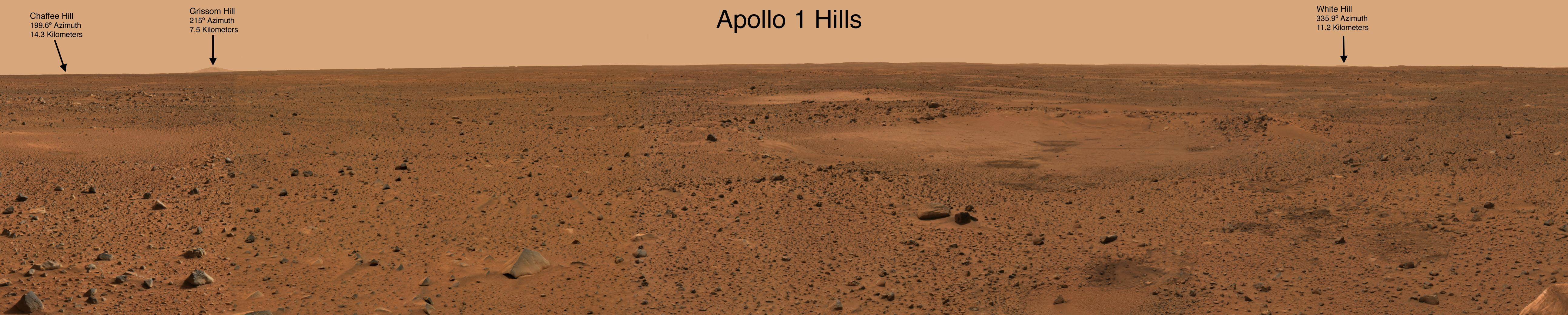
مكان هبوط سبيريت

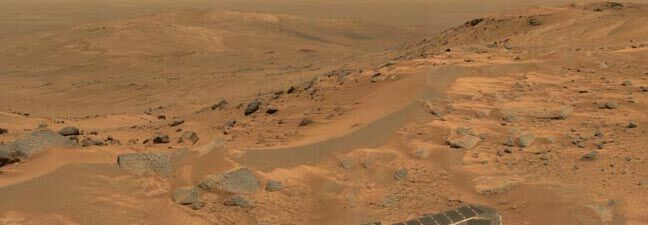
منطقة أكتشفها مسبار سبيريرت

## مهام
إكتشف سبيريت دلائل تشير إلى وجود مياه على سطح المريخ بكميات أكبر من المتوقع. وقد قام الرجل الآلي الملحق بالمسبار بتحليل كمية من الأتربة المأخوذة من إحدى الفوهات البركانية والتي تعرف بفوهة «غوزيف»، ليكتشف أنها غنية بمادة السيليكا.

## تركيب سبيريت

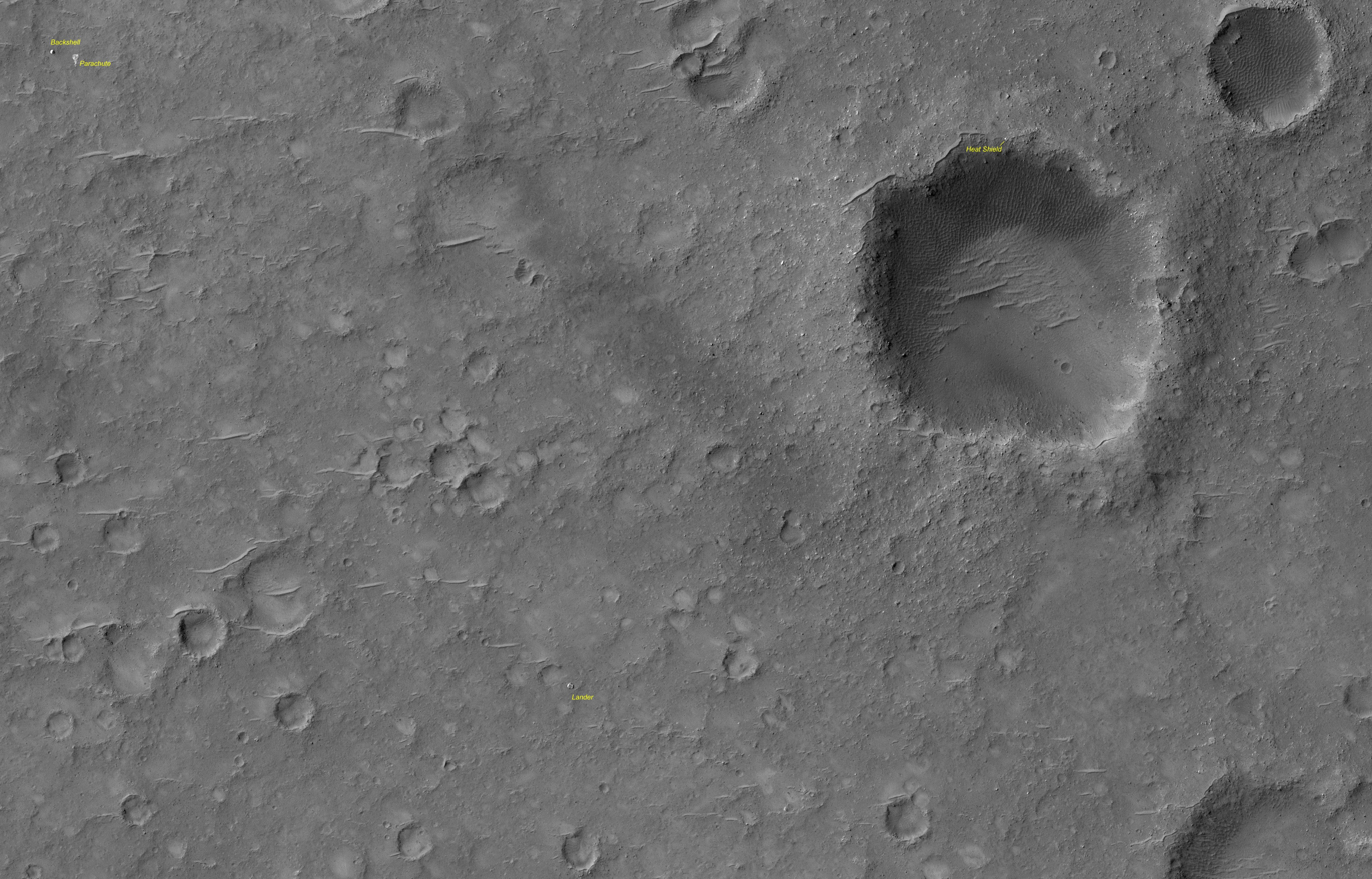
موقع هبوط سبيريت ،إلتقطه قمر صناعي للمريخ MRO في 4 ديسمبر 2006.

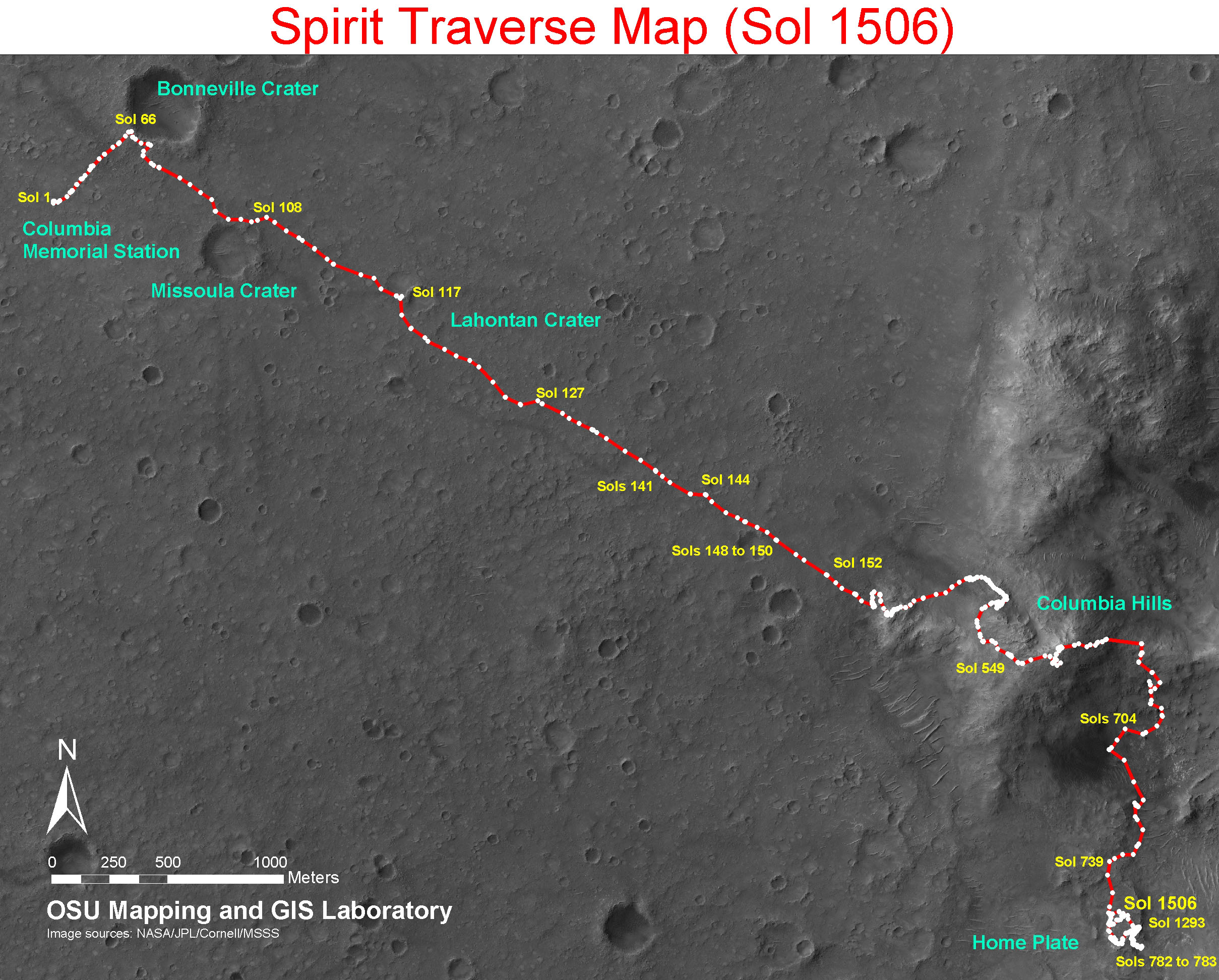
خط سير سبيريت حتي يوم 1506 من أيام المريخ (sol) حتي 2 إبريل 2008، وترى نقطة الهبوط إلى اليسار في اليوم الأول sol 1.

يتشابه تركيب سبيريت وتركيب المسبار أبورتيونيتي الذي أنزلته ناسا على الناحية الأخرى للمريخ. وهو يتحرك على 6 عجلات تشغلها لوحات شمسية. ويبلغ ارتفاعه 5و1 متر وطوله 6و1 متر وعرضه 3و2 متر، ويزن نحو 180 كيلوجرام. والستة عجلات معلقة مرنا، كل 3 منها مثبتة على قضيب واحد، تسمح بالسير على أرضية وعرة، وتعمل كل عجلة بموتور خاص بها ويمكن توجيه حركة المسبار من الأمام أو من الخلف، وهو مصمم للعمل بسلام حتى درجة ميل 30 درجة.وتبلغ سرعته نحو 5 سنتيمتر /ثانية.
وتولد اللوحات الشمسية طاقة كهربائية مقدارها 140 وات لمدة 4 ساعات من كل يوم من أيام المريخ (sol). وبغرض استخدام الكهرباء ليلا، زود سبيريت ببطاريات ليثيوم أيون لتخزين الكهرباء. ويحتوي سبيريت أيضا على حاسوب من تصنيع آي بي إم ذو ذاكرة الوصول العشوائي سعة 128 ميجا بايت وذاكرة عمل 3 ميجاببايت وذاكرة تصوير 256 ميجابايت. ويعمل سبيريت في درجات حرارة متباينة بين −40 ° و+40 درجة مئوية، ويحافظ على درجة حرارته الداخلية سخان يعمل بالنظائر المشعة ويتممه سخان يعمل بالكهرباء. ويغطي سبيريت عازل حراري مصنوع من رقاقة من الذهب.
وقد زود سبيريت بهوائي منخفض الكسب يعمل على بث الموجات اللاسلكية لها عرض محزم عريض تسبيا وبمعدل منخفض، وهوائي عالي الكسب ذو عرض محزم محدود نسبيا وله عاكس مقعر يمكن توجيهه. ويقوم الاثنان بالاتصال وإرسال المعلومات إلى الأرض. كما يمكن للهوائي المنخفض الكسب إرسال المعلومات إلى قمر صناعي يدور حول المريخ.

## أجهزة علمية يحملها سبيريت
- كاميرا بانورامية للتصوير البعيد، * كاميرا ملاحية للتوجيه وتحديد الموقع،
- مطياف للقياس الحراري، يتعرف على الأحجار والتربات ذات الأهمية، ويمكنه تحليلها وتعيين طرق تكونها.

والأجهزة العلمية التالية:
- مطياف يعمل بتأثير موسباور يمكنه فحص العينات التي تحتوي على الحديد، * مطياف اشعة إكس يعمل جسيمات ألفا يمكنه تحليل مركبات العينات ومعرفة نسب مكوناتها، * مغناطيس يلتقط العينات المغناطيسية، * مجهر يصور الأحجار والتربة، * خرامة تخرم الأحجار والأرضية لأخذ العينات.

وتلتقط الكاميرا صورا 1024 بيكسل في 1024 بيكسل، تُضغط المعلومات وتخزن ثم تُرسل فيما بعد إلى الأرض.

## صخرة ميمي (سول40)

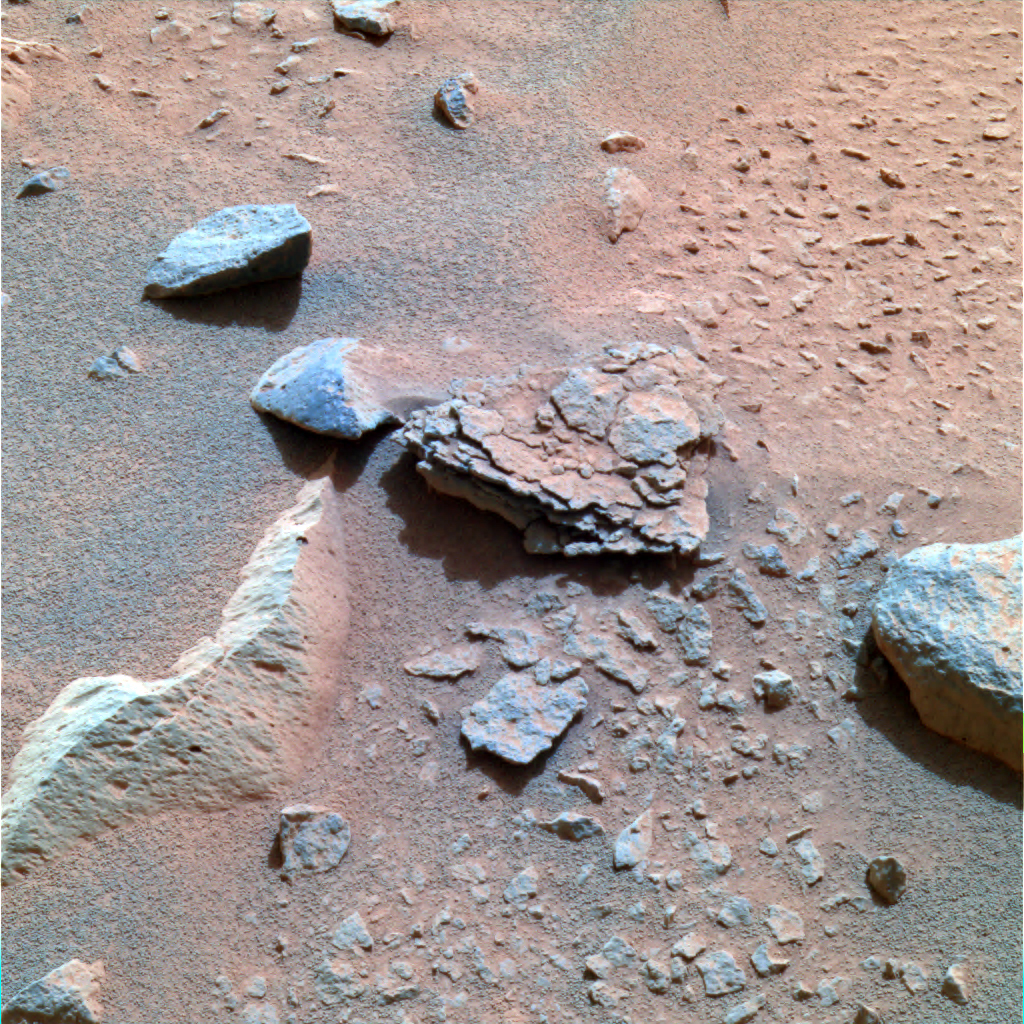
حجر ميمي، صورة بألوان مزيفة.

التقط المسبار في 13 فبراير 2004 الموافق يوم المريخ (سول 40) هذه الصورة الملونة لإحدى الأحجار التي تتوسط صخرة طبقية سميت ميمي. وهو أحد معالم تلك المنطقة التي تسمى ستون كاونسيل، ويختلف مظهر ذلك الحجر عن مظهر أي حجر رآه الأخصائية ن من قبل في منطقة فوهة جوسيف. ويدعو التكوين الطبقي لصخرة ميمي إلى عدة احتمالات لتكونها. ومن تلك الاحتمالات يعتقد الأخصائيون أن الصخرة إما قد تعرضت لضغط عال تحت السطح أو بتأثير صدمة أو ربما كانت أتربة تماسكت بعضها البعض في هيئة طبقات، وهذه عملية يمكن أن تتم في وجود الماء.

## سبيريت يفحص الحجر أديرونداك

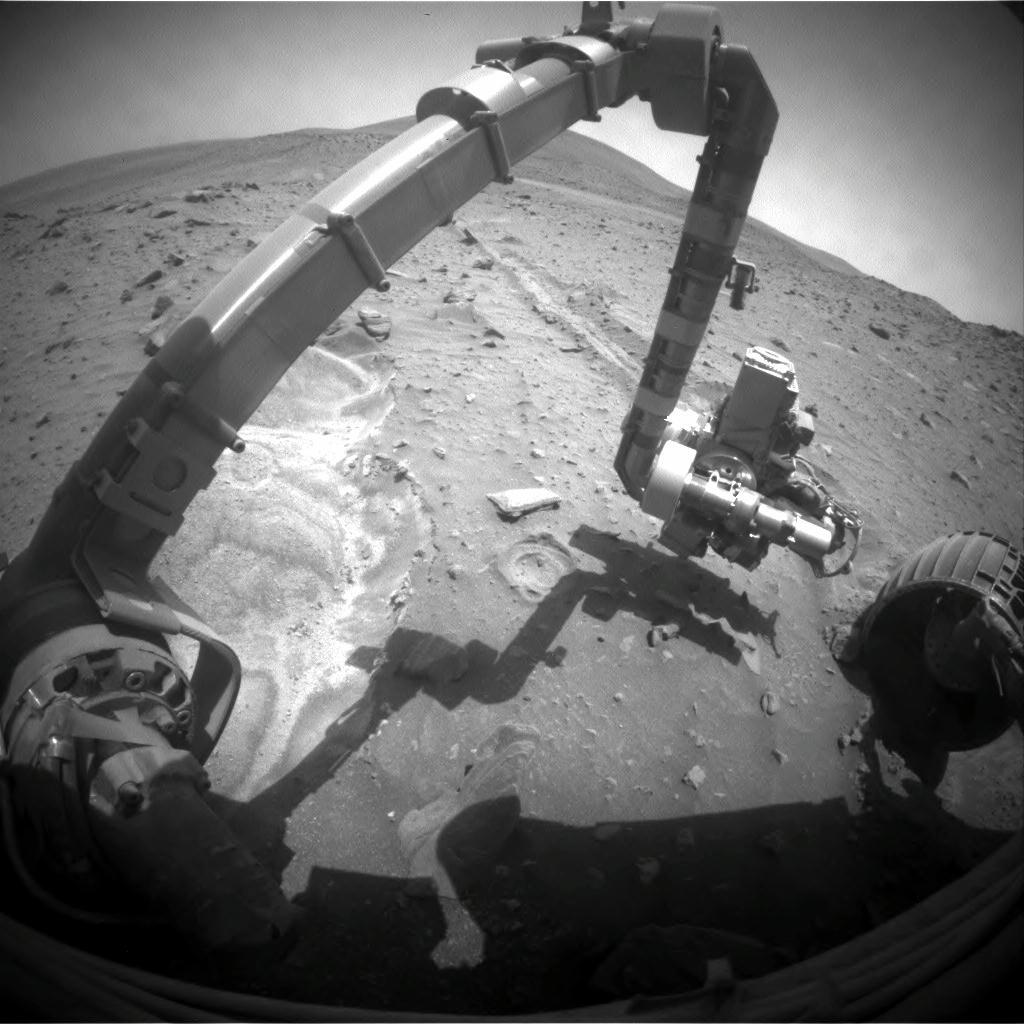
سبيريت يقوم ببحث عن الماء

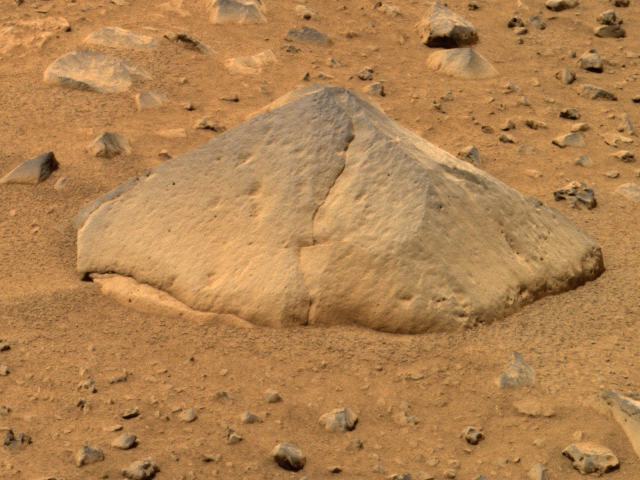
Adirondack

- في 19 يناير 2004 انتقل سبيريت إلى مكان آخر وعثر على حجر في حجم كرة القدم سمته ناسا  أديرونداك وهو اسم يرجع إلى سكان أمريكا الأصليين. ولكي يقترب سبيريت من الحجر أدار نفسه ببطء على عدة مراحل كل منها زاوية 40 درجة واقترب من الحجر واستغرقت تلك العملية 30 دقيقة بتوجيه من الأرض.
- وفي 20 يناير قام سبيريت بفحص حجر اديرونداك  بواسط مجهر ثم بجهازين علميين من ألمانيا، واحد منهما يقيس بوساطة تأثير موسباور والآخر محلل أشعة إكس باستخدام جسيمات ألفا. والجهازان ابتكار من معهد ماكس بلانك للكيمياء بماينز ألمانيا.
- وفي يوم 21 يناير فقد مركز متابعة ناسا الموجود في باسادينا، كاليفورنيا الاتصال بالمسبار ولم يستطع الخبراء تجميع المعلومات من سبيريت.وأعزت ناسا أولا فقد الاتصال إلى عاصفة رملية فوق أستراليا حيث توجد هناك في كانبيرا إحدي مراكز الاتصال والمتابعة.
- وفي يوم 23 يناير 2004 استطاعت ناسا الاستعانة بمركز آخر للفضاء في مدريد بأسبانيا وأعادت الاتصال بسبيريت. وأرسل سبيريت مجموعة صغيرة من المعلومات ردا على محاولة الاتصال التي وصلته من ناسا، فاستخلصت ناسا أن سبيريت يعاني من تراكم المعلومات في ذاكرة العمل وهي مشكلة برمجية.
- وفي 24 يناير استطاع الأخصائيون في ناسا حل مشكلة سبيريت التي تتعلق بذاكرة عمل صغيرة نسبيا لحاسوبه. وهذه الذاكرة تقوم بمعالجة بيانات الصور ودخلت في دورة عمل تعيد نفسها حيث ازدحمت المعلومات فيها. واستطاع الإخصائيون عبور جزء الذاكرة المزدحم المختص بالصور.
- في 2 فبراير أصبح حاسوب سبيريت مستعدا للعمل من جديد، وأرسل الصور والمعلومات إلى الأرض بما فيها البيانات التي كان قد جمعها قبل ازدحام ذاكرة الصور. وبهذا يستطيع سبيريت مواصلة اختباراته عل الحجر أنديرونداك.

## جبال كولومبيا

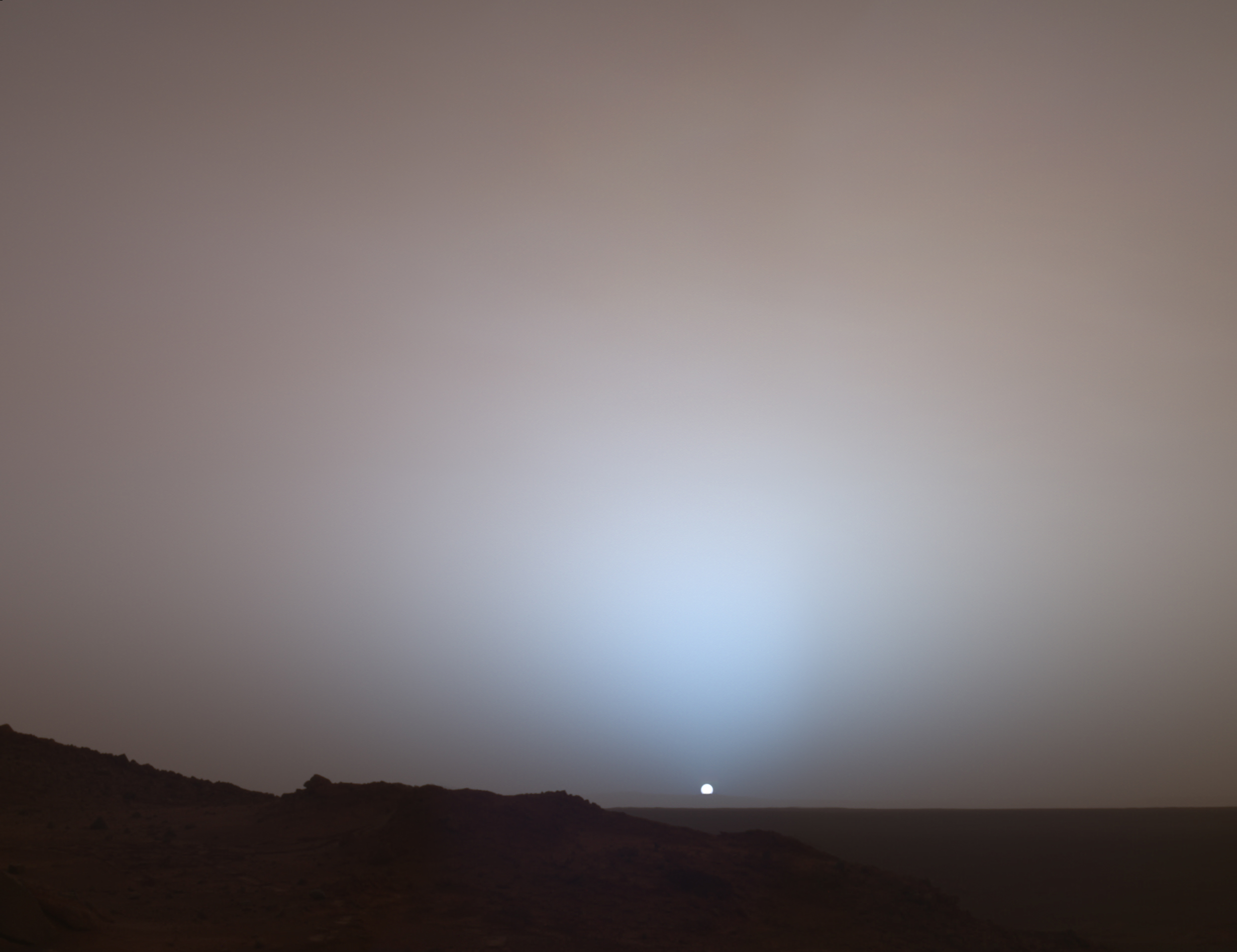
غروب الشمس المريخي بواسطة سبيريت في 16 مايو 2005

غادر سبيريت فوهة بونيفيل في مسار شبه مستقيم نحو جبال كولومبيا حيث جرت القيادة في معضم الاحيان بشكل مستقل من قبل الجوال. في سول 159 وصل سبيريت إلى وجهة الأولى West Spur التي تقع في قاعدة كولومبيا ثم توقف في منطقة Hank's Hollow لمدت 23 سول بعد ان عثر على صخره غريبه المظهر أطلق عليه تسمية Pot of Gold حيث وجد سبيريت صعوبة في تحليلها بسبب تموضعها في منطقه منزلقه، لكنه تمكن في النهاية من فحصها بمطياف الموسباور الذي كشف عن احتوائها على الهيماتيت حيث هذا النوع من الصخور تتشكل بواسطة المياه.
لكن مع انخفاض مستوى ارتفاع الشمس من ناحية وبدء موسم العواصف الرمليه من ناحية أخرى بدائت الطاقة المنتجة من قبل الالواح الشمسية بالنقصان مما دفع المشرفين على الجوال إلى إغلاق سبيريت بشكل تام أثناء اليل للحفاظ على الطاقة حتى وإن كانت هذه الخطوة تلحق أضرارا بالأجهزة الأخرى، مع جعل طريقه حد الإمكان متجها نحو الشمس.
واصل سبيريت مساره شمالا على طول قاعدة كولومبيا نحو هدفه الجديد Wooly Patch حيث استمر في دراسته من سول 192 حتى سول 199 ليتوجه بعدها في سول 203 إلى الناحية الجنوبية من الجبال، حيث اتم هناك معاينة العديد من الصخور. في سول 239 توقف سبيريت عن العمل نتيجة التزامن الشمسي الي انتها في سول 262 .

## تسلق هضبة هوزباند (2005)
مضى حتى الآن سنة كاملة على وجود سبيريت على سطح المريخ حيث بدأ الآن يشق طريقه نحو قمة إحدى تلال كولومبيا المسماة هوزباند ، إلا أن القيادة لم تجر كما خطط لها من قبل بسبب وعورة الأرض وكثرة الصخور والرمال التي وقفت عائقا دون تقدمه المنشود، لذلك تلقى سبيريت في شهر فبراير تحديثات برمجية تساعده في جعل نظام القيادة أكثر إستقلاليةً. في سول 371 وصل سبيريت إلى منطقة Cumberland Ridge ليتوجه بعدها في سول 390 (منتصف فبراير 2005) نحو وجهته الجديدة Larry's Lookout مع محاولته الحفاظ على طاقته قدر المستطاع. فحص سبيريت خلال قيادته عدد من الصخور المنتشره على طول الطريق وعيّنة ترابية أطلق عليها تسمية Paso Robles حيث تبين انها تحتوي على كمية عالية من الاملاح والفوسفور في مكوناتها وصرح سكوايرز حول هذا الاكتشاف: نحن نحاول الوصول إلى سبب لكن لكي أكون صريحا معكم مع هذا المقدار العالي من الأملاح فلابد من احتمالية وجود المياه هنا سابقا. 

### الأعاصير المريخية
في التاسع من مارس 2005 قفزت إنتاجية الطاقة بشكل مفاجئ من 60% إلى 93% حيث تبعها في اليوم التالي رؤية عدد من الاعاصير، فتكهن العلماء بان تلك الاعاصير قد أدت إلى تنظيف الالواح الشمسية المغبرة لسبيريت. وتعد هذه المرة الأولى التي ترصد فيها الاعاصير المريخيه من قبل سبيريت وأبورتيونيتي، وتجدر الإشارة إلى ان الاعاصير قد رصدت سابقا من قبل مهمة مارس باثفايندر فقط. وصرح المسؤولون في ناسا ان الارتفاع الدراماتيكي لمستوى إنتاج الطاقة قد زاد من معدل العمل اليومي لسبيريت.

## الوصول إلى قمة هوزباند
بدأ سبيريت شهر أغسطس وهو لم يفصله عن القمة سوى 100 متر حيث من هناك إكتشف بان هوزباند لديها قمتان أحدهما أعلى من الآخر بقليل حيث ختم الجوال مغامرته في سول 618 الموافق للتاسع والعشرون من سبتمبر 2005 ليكون أول عربة فضائية تتسلق جبل كوكب آخر، وكانت مجمل المسافة المقطوعة من قبل الجوال منذ هبوطه تقدر 4971 متر.
شرع الجوال فور وصوله إلى هناك بأخذ صورة بانورامية ملونة لفوهة جوزيف ورصد أقمار المريخ فوبوس وديموس خلال الليل لتحديد مدارهم بشكل أفضل. كما أنه في سول 656 قام بدراسة الغلاف الجوي للكوكب بواسطت كاميراته في إطار حملة تعاونية بينه وبين تلسكوب هابل.
من القمة لفت انتباه العلماء بقعة مميزة أٌطلق عليه تسمية Home Plate حيث بدت هدفا علميا جيدا، لكن قبل الذهاب إليها على سبيريت توجه نحو هضبة MacCool أولا للحصول على الطاقة الشمسية الكافية خلال الشتاء. في نهاية أكتوبر بدأ سبيريت يقود نزولا نحو Home Plate حيث ظهرت خلال الطريق للجوال صخرة تدعى Comanche ، استخدم العلماء جميع الأجهزة الثلاثة على متن العربة لمعاينة تلك الصخرة حيث تبين لهم أن ربع مكوناتها هو كبريتات الحديد والمنغنيزيوم وبتراكيز عالية تفوق بعشر مرات تراكيز الصخور التي فحصت سابقا على سطح المريخ. حيث إن هذه المعادن تتكون في بيئة رطبة معتدلة الحامضية ولكنها تذوب في الحامضية منها. هكذا أعطى Comanche أول دليل قاطع على إمكانية توفر بيئة مائية داعمة للحياة في المريخ.

## القيادة نحو هضبة MacCool (2006)
خطط لتكون الناحية الشمالية من هضبة MacCool الوجهة الجديدة لسبيريت لكي يتم إمداده بالطاقة الشمسية الكافية التي تمكنه من اجتياز فصل الشتاء. في السادس عشر من مارس 2006 توقفت العجله الأمامية (التي تعمل بشكل غير سليم) عن العمل لكن سبيريت استطاع أن يحافظ على تقدمه نحو هدفه من خلال خطة تم وضعها من قبل فريق العمل تتضمن قيادة العربة بشكل معاكس، ساحبة بذلك عجلتها المعطلة نحو الخلف لكن لاحقا في نفس الشهر واجه سبيريت تربة متخلله وقليلة التماسك أدت إلى عرقلة تقدمه نحو MacCool . لذلك قرر فريق الجوال وبعد مناقشات مطوله إنهاء القيادة وركن الجوال بالقرب من حافة أطلق عليها تسمية حافة الجنة .

### سبيريت في حافة الجنة
وصل سبيريت في التاسع من أبريل 2006 إلى الحافة حيت تموضع هناك وبزاوية إحدى عشر درجه نحو الشمال ليقضي بذلك الثمانية الأشهر القادمة. أجرى سبيريت خلال تلك الفترة دراسة شاملة حول المنطقة المحيطة به لكن من دون أية حركة بسبب انخفاض مستوى طاقته. في بداية نوفمبر بدأ سبيريت يستعد للتزامن الشمسي حيث تصبح فرص الاتصال بالأرض محدودة.
خلال وجود سبيريت في حافة الجنة إلتقط صورة ظهر من خلالها صخرتين بدتا متشابهتين لصخرة أخرى (Heat Shield) قد عثر عليها سابقا من قبل ابورتيونتي وكانتا بارزتين بشكل واضح في خلقية الصورة بسبب سوادهما الداكن. لاحقا تم فحصهما بمنظار الطيف، ليتبين أنهما يتكونا من نفس مكونات Heat Shield أي أنهما ذات أصل نيزكي.

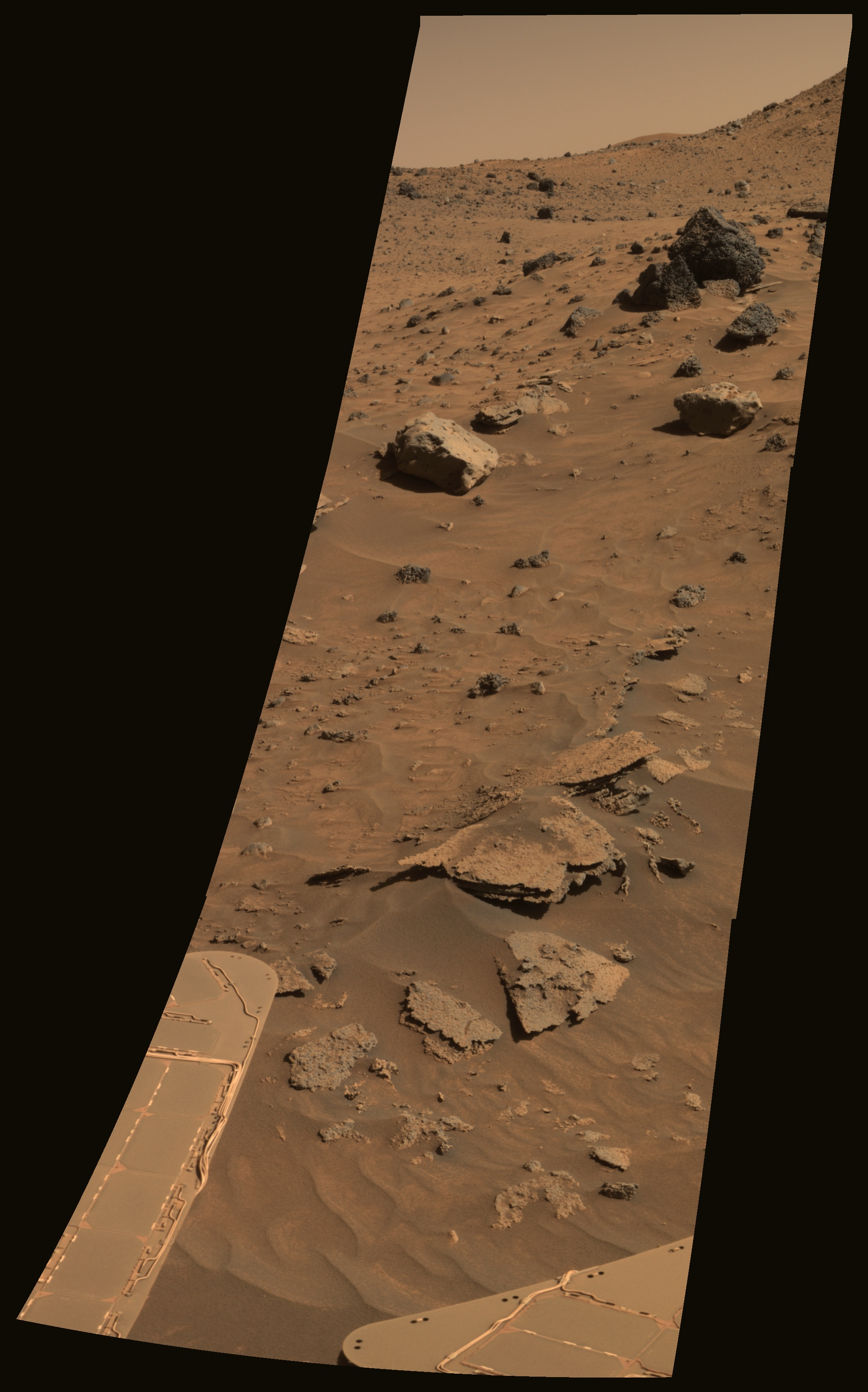
صورة تظهر صخرتان نيزكيتان بالقرب من الجوال

## التحديثات البرمجيه الجديدة (2007)
في سول 1067 (4 يناير 2007) تلقى كلا الجوالين خلال عيد ميلادهم الثالث على سطح المريخ تحديثات لبرمجيات حواسيبهما الآليه، حيث صار بمقدور الجوالين الاختيار بنفسيهما فيما إذا كانا يريدان الحركة أو التقاط صورة أو مد ذراعيهما الالية لفحص صخرة ما أو من عدمه. هكذا سيحتفظ العلماء بالكثير من الوقت الذي كان يصرف سابقا في اختيار الصورة التي كانوا ينشدونها من بين المئات من الصور الأخرى.

### اكتشاف السيليكا
كانت العجلة الأمامية المعطلة لسبيريت نقمة ونعمة في نفس الوقت، ففي الوقت الذي كان الجوال مضطرا إلى سحبها أثناء حركته كانت بدورها تزيل الطبقة الخارجية من التربة تاركة خندقا خلفها. ففي أحد الأيام أي في السابع من مارس 2007 لفت انتباه العلماء منطقة ناصعة البياض قد تكشفت من أسفل سطح التربة، وبعد معاينتها تبين للعلماء أنها غنية بالسيليكا (المكون الرئيسي لزجاج النوافذ)حيث يعتقد أنها تكونت بإحدى الطريقتين: إما نتيجة تحلل السيليكا بواسطة المياه الينابيع الحارة ثم نقلت إلى موقع آخر حيث ترسبت هناك أو نتيجة تخلل المياه الحامضية بين شقوق الصخور حيث اغتسلت المكونات المعدنية لها وتركت السيليكا خلفها .
حيث صرح رئيس المحققين استيق اسكوايرز لقنات بي بي سي: ليس المهم أي من النظريتين هي الاصح لان في كلتا الحالتين الظروف اللازمة لتشكل الحياة قد توفرت حيث ينابيع الحارة توفر بيئه تستطيع الاحياء المجهريه الازدهار فيها.

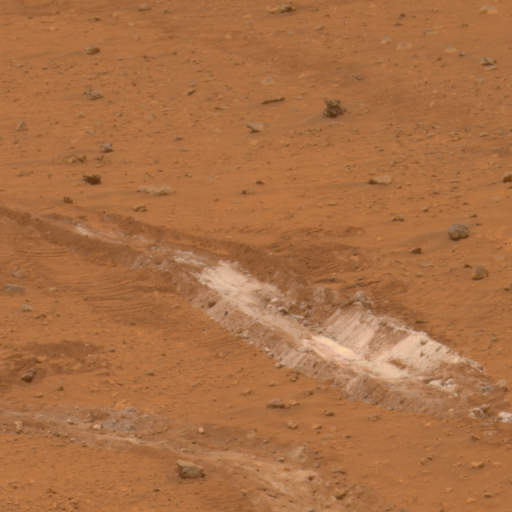
السيليكا المكتشف بواسطة سبيريت

### العاصفه الغباريه العظمى في Home Plate
خلال عام 2007 قضى سبيريت شهور عده بالقرب من قاعدة Home Plate ليباشر الدخول إلى الحافة الشرقية منها التي سميت Plateau في سول 1306 حيث عاين هناك العديد من الصخور والعينات الترابية من مواقع مختلفة من Plateau ليتوجه بعدها نحو الحافة الغربية من Home Plate فوصل اليها في السادس من نوفمبر 2007 حيث شرع هناك بأخذ صورة بانورامية ظهر خلالها الوادي الغربي Home Plate مع تلال Husband و Grissom . في نهاية يونيو 2007 بدأت سلسلة من الأعاصير الغبارية تغطي سماء الكوكب وغدت أكثر شدة في العشرين من يونيو، ليواجه كلا الجوالين سبيريت وأبورتيونيتي لأول مرة إمكانية الموت بسبب انخفاض مستوى الطاقة، حيث كمية الغبار الهائلة في جو المريخ تحجب وصول ضوء الشمس إلى الواحة الضوئية التي أصبحت تنتج 128 واط/ساعة فقط بعد أن كانت 2500 واط/ساعة . ولضمان استمرار عمل الجوالين وعدم تجمدهما تم الاستعانة بالبطاريات لمساعدتهما في إبقاء سخانيهما الداخلية عاملة مع إطفاء جميع الأنظمة الثانوية وغير المهمة لمنع نفاذ الطاقة منهما ووضع كلا الجوالين في حالة سبات وانتظروا حتى انتهاء العاصفة .
في أغسطس بدأت السماء تصفو لكن بشكل طفيف سامحة بذلك للعربتين بشحن بطارياتهما من جديد .

## فترة السبات (2008)

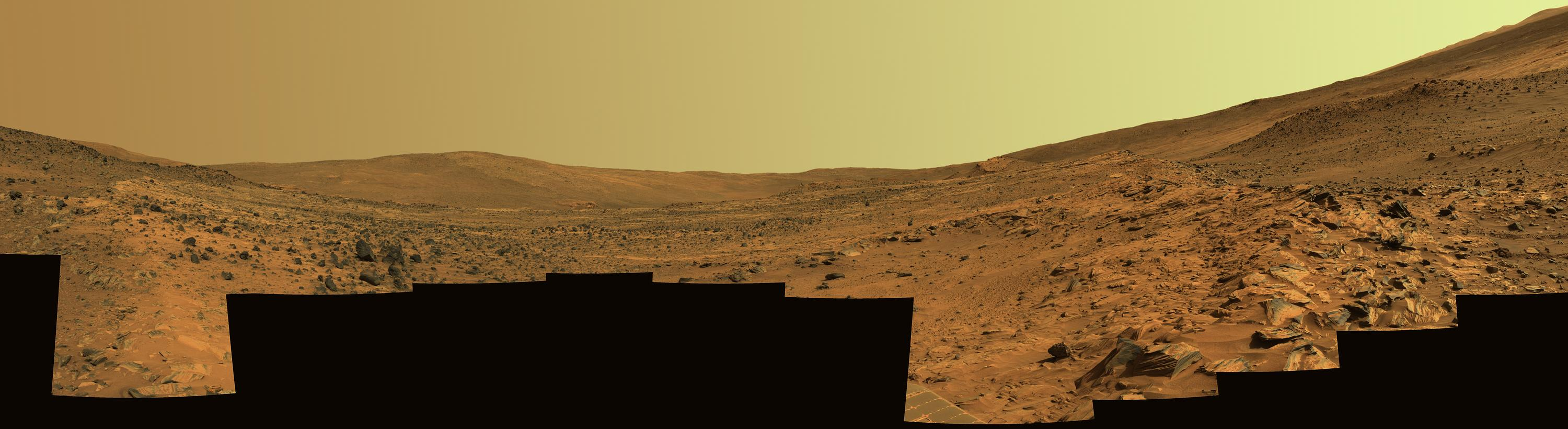
صوره بانوراميه لمنطقة Home Plate

كان القلق الرئيسي لمشغلين سبيريت هو انخفاض مستوى طاقته مع اقتراب فصل الشتاء في الوقت الذي كانت سبعين في المئة من الواحه الشمسية مغبره لذلك بداء مهندسوا الجوال بتحركيك سبيريت نحو الجزء الشمالي من Home Plate للحصول على الاماله اللازمة (30 درجه على الاقل) تمكنه من اجتياز الشتاء .
مع قدوم الشتاء انخفظ معدل إنتاج الطاقة إلى 235 واط /الساعة لكل سول لذلك قام فريق العمل باغلاق جميع اجهزته الإلكترونية الغير ضروريه وتقليل فترات الاتصال للحفاظ على طاقته كما انهم عملوا على استغلال الزائده منها في إعادة شحن البطاريات بين حين وحين . قضى الجوال معظم عام 2008 في هذه الحالة من السبات .

## الوقوع في الرمال (2009)
في السادس من فبراير من عام 2009 ازالت هبة رياح بعض من الغبار المتراكم على الالواح الشمسية لسبيريت مما ادى إلى زيادة في انتاجييته من الطاقة الكهربائية فاصبح الجوال جاهزا للحركه من جديد لكن لاحقا في سول 1892 (مايو 2009) علق سبيريت في تربه ناعمه وغير متماسكه بسبب احتوائها على كبريتات الحديد مما جعل العربة غير قادره على تخليص نفسها . لذلك حاول المسئولون في مختبر الدفع النفاث الوصول إلى طريقه تمكنهم من إخراج سبيريت من خلال محاكاة الوضع بواسطت نموذج لجوال ارضي واخر حاسوبي رغم صعوبة الحصول على نفس نوعية التربة وميكانيكيت حركتها في الارض بسبب ضعف الجاذبيه والضغط الجوي في المريخ . لذلك قاموا الخبراء في مختبر دفع النفاث باستخدام نموذج خفيف الوزن لسبيريت لمحاكات الجاذبيه غلى المريخ مع وضع التربة داخل صندوق خاص لجعل سلوك الحركي للتربه يماثل وضعيت الانخفاض الضغط الجوي .
بدائت عمليت تحرير سبيريت في السابع عشر من نوفمبر 2009 لكن سرعان ما تم انهائها بسبب توقف العجله اليمنى له في سول 2097 (28 نوفمبر 2009) حيث مع وجود اربع عجلات عامله فقط لن تكون هنالك اية فرصه لتحريره . هكذا أصبحت حياة الربوت مرهونا اما بحصوله على رياح قويه تمكنه من تنضيف الواحه الشمسية لزيادة طاقته المنتجة أو ان يجد المهندسين طريقه تمكنهم من تحريك سبيريت للحصول على الاماله الازمه لخلاياه الشمسية والا فانه لن يستمر لاكثر من شر مايو من عام 2010 .

## الشتاء (2010)
بعد عدة شهور من المحاولات الفاشلة لإخراج الجوال قررت ناسا في 26 من يناير 2010 إعادة صياغة المهمة من عربة متحركة إلى محطة ثابتة بحثية وتوجيه الجهود لجعل سبيريت أكثر استغلالية لضوء الشمس لضمان إعادة شحن البطاريات لكن الأمور لم تجري كما خطط لها بسبب انقطاع الاتصال معه في 30 مارس بدلا عن شهر مايو . حيث توقع العلماء دخول المسبار حالة السبات-المنخفض الطاقة نتيجة فقدان البطاريات الكثير من طاقتها خلال هذه المرحلة.
لكن العلماء ظلوا متفائلين بإمكانية اجتياز سبيريت لهذه المرحلة مع اقتراب الإنقلاب الشمسي الصيفي في المنطقة الجنوبية حيث من الممكن أن يزداد معدل الطاقة الشمسيةبعد أن رافقها هبات من النسيم المريخي .

### المحاولة لإعادة الإتصال
بقي سبيريت صامتا في مكانه المسماة Troy الواقع في الجانب الشرقي من Home Plate حيث قطع إتصال لاسلكي الإتصال معه منذ سول 2210 (22 مارس 2010). بدا أن الجوال يعاني من انخفاض شديد في مستوى طاقته لذلك تم إطفاء جميع أنظمته بما في ذلك التواصلي منها ليدخل بعدها في نوم عميق، لكن لاحقا ظهرت احتمالية أخرى هي تعطل الساعة الزمنية لسبيريت وهذا وإن حدث سيفقد الجوال قدرته على معرفة الوقت لذلك سيحاول الحفاظ على سباته حتى حصوله على الضوء الكافي يمكنه من الإستيقاظ حيث تسمى هذه الحالة Solar Groovy وإن تجاوز سبيريت هذا الخلل سيكون قادرا على تلقي الإشارات فقط .
في سول 2333 (26 من يوليو 2010) بدأت ناسا تحاول معرفة إذا ماكان هنالك خللا في الساعة الزمنية للجوال من خلال إرسال إشارة X-band تحمل أوامر "" Swee and Bee "" بواسطة  هوائي محطة الفضاء السحيق فإذا كان الخلل من الساعة الزمنية كما توقعوا فان الجوال سيستيقظ خلال النهار (حيث إذا ما سمع سبيريت واحدة من تلك الأوامر فإنه سيجيب عليه بإشارة "" Bee "") لكنهم رغم هذه الإستراتيجية الجديدة لم يتلقوا أي رد من قبل الجوال .

## إنهاء المهمة (2011)
في 22 مارس 2011 أرسل سبيريت آخر اتصال له.
استمرت محاولات مختبر دفع النفاث لإعادة الاتصال مع سبيريت حتى 25 من مايو 2011 لتعلن ناسا بعدها عن اكتمال المهمة وإيقاف الجهود لإعادة الاتصال التي شملت إرسال أكثر من 1300 أمر إلى العربة. وفقا لناسا فان سبيريت شهد فرط في برودته الداخلية حيث في الشتاء السابق تم ركن الجوال في منطقه مائلة موجهه نحو الشمس حيث تمكن الجوال من خلالها الحفاظ على حرارته في حدود سالب 40 درجة مئوية. لكن منذ أن علق سبيريت قدر المهندسون حرارته الداخلية بحدود سالب 55 درجة مئوية.